# شهرستان یسنیک
ناحیهٔ یسنیک (به چکی: Jeseník District) یک ناحیه در جمهوری چک است که در منطقه اولوموتس واقع شده‌است. ناحیهٔ یسنیک ۷۱۸٫۹۶ کیلومتر مربع مساحت و ۴۱٬۸۹۱ نفر جمعیت دارد.